# Ethelbert William Bullinger
Ethelbert William Bullinger (Canterbury, 15 dicembre 1837 – Londra, 6 giugno 1913) è stato un teologo e biblista britannico.

## Vita
Nato a Canterbury il 15 dicembre 1837, era il più giovane dei cinque figli di William Bullinger (discendente di Heinrich Bullinger, noto teologo svizzero della Riforma protestante) e di Mary Bent. Studiò teologia presso il King's College London nel corso dell'anno accademico 1860–1861. Sposò il 15 ottobre 1861 Mary Dobson, che aveva 13 anni di più. Ricevette l'ordinazione come prete anglicano il 6 luglio 1862. Dal 1867 fino alla morte (1913) era segretario ecclesiastico della Società Biblica Trinitaria (Trinitarian Bible Society). Il titolo onorifico di Doctor Divinitatis gli è stato conferito nel 1881, non da una università o da un altro istituto accademico ma dall'arcivescovo di Canterbury.

## Insegnamenti
Bullinger, che era considerato personalmente "piuttosto idiosincratico", era noto anche per le sue idee sul "Vangelo nelle stelle" (che le costellazioni siano espressioni precristiane della dottrina cristiana),, la sua forte negazione della teoria dell'Evoluzione. – secondo lui la creazione di Adamo ha avuto luogo nell'anno 4004 a.C. – e la sua accettazione della teoria della Terra piatta, essendo membro del comitato direttivo della Universal Zetetic Society, predecessore della Flat Earth Society.
Come autore, era ed è "controverso". Lo stesso si dice dei suoi libri: The Two Natures in the Child of God, The Witness of the Stars, The Companion Bible,
Sulla base della sua interpretazione dei vangeli, Bullinger dice che la morte di Gesù è avvenuta un mercoledì e con lui sono stati crocifissi non due ma quattro altri.

## Bullingerismo
Una forma estrema del dispensazionalismo, denominata ultradispensazionalismo o iperdispensazionalismo, è associata a tal punto al nome di Bullinger che a volte è chiamata bullingerismo. Henry Allan Ironside l'ha chiamata "una perversione assolutamente diabolica".
Secondo Bullinger sono sette le dispensazioni, amministrazioni o epoche successive nelle relazioni tra Dio e gli uomini, con distinte rivelazioni per ognuna di esse, da non confondere fra loro. Mentre altri dispensazionalisti indicano come inizio della Chiesa la Pentecoste (At 2,42-48), o la conversione di san Paolo (At 9 o 13), Bullinger ne mette l'inizio dopo la conclusione degli Atti degli Apostoli. e dice che la relativa rivelazione è esposta nelle lettere della prigionia di Paolo.
| Le sette dispensazioni secondo Bullinger | Le sette dispensazioni secondo Bullinger         | Le sette dispensazioni secondo Bullinger | Le sette dispensazioni secondo Bullinger       | Le sette dispensazioni secondo Bullinger       | Le sette dispensazioni secondo Bullinger                                 | Le sette dispensazioni secondo Bullinger |
| ---------------------------------------- | ------------------------------------------------ | ---------------------------------------- | ---------------------------------------------- | ---------------------------------------------- | ------------------------------------------------------------------------ | ---------------------------------------- |
| Stato edenico dell'innocenza             | Periodo "senza la legge"                         | Era sotto la legge                       | Periodo della grazia                           | Epoca del giudizio                             | Millennio                                                                | Stato eterno della gloria                |
| Gen 1–3 fine: espulsione dall'Eden       | Gen 4 – Es 19 fine: Diluvio e giudizio su Babele | Es 20 – Atti 28 fine: rigetto di Israele | Storia della Chiesa fine: "giorno del Signore" | Tribolazione fine: distruzione dell'Anticristo | Apoc 20:4–6 fine: distruzione di Satana e giudizio del gran trono bianco | Apoc 20–22 non avrà fine                 |

## Opere accessibili almeno parzialmente sull'Internet
- Number in Scripture
- Commentary on Revelation or, The Apocalypse
- Word Studies on the Holy Spirit
- The Witness of the Stars
- How to Enjoy the Bible
- The Book of Job, Including "The Oldest Lesson in the World"
- The Church Epistles: Romans to Thessalonians
- Figures of Speech Used in the Bible
- Great Cloud of Witnesses
- A Critical Lexicon and Concordance to the English and Greek New Testament
- The Companion Bible
- The Two Natures in the Child of God
- The Foundations of Dispensational Truth
- The Chief Musician Or, Studies in the Psalms, and Their Titles
- Ten Sermons on the Second Advent